# Désháza
Désháza (románul Deja) település Romániában, Szilágy megyében.

## Fekvése
Szilágycsehtől délre, Nagyszeg és Szilágyszeg között fekvő település.

## Nevének eredete
Nevét Deés nevű alapítójáról kapta.

## Története
Nevét az oklevelek 1343-ban említették először Deésháza néven.
1414-ben Deshaza, 1428-ban Désháza, 1459-ben Deeshaza, 1461-ben Dezhaza néven írták.
A Kővárhoz tartozó tövisháti település, Deésháza a hagyomány szerint egykor a Versenytelek nevű határrészen feküdt, azonban a "háborús időkben" onnan költözött mai helyére.
1343-ban Deés fiai Damján és Péter voltak a település birtokosai.
1414-ben Zsigmond király a birtokot a Kusalyi Jakcs családnak adta.
1441-ben Deésházi család tagjai: Máté, Sebestyén, Tamás, Ferenc és Jakab voltak birtokosai.
1457-ben Tolvay Domokos kapta adományként a falut Mátyás királytól.
1549-ben Kővárhoz tartozott, és a Deésházi család birtokának írták.
1618-ban Móre Bálint özvegye és gyermekei osztoztak meg a birtokon.
1696-ban Haraklányi Istvánnak is volt itt birtokrésze.
1705-ben végzett összeíráskor Désháza birtokosai Alszegi János, a Petkes család tagjai, Németh Bálint, Nagy István, Hunyadi István, Fazekas István voltak.
1797-ben főbb birtokosai voltak Nagy Sándor, Baranyi Pál, Pelei Kiss Ferenc utódai és Kiss András.
1847-ben Désházának 225 református lakosa volt.
1890-ben 619 lakosából 609 magyar, 8 román, 2 egyéb nyelvű, ebből 8 görögkeleti, 600 református, 11 izraelita. A házak száma ekkopr 184 volt.
Désháza lakosainak fő foglalkozása az 1800-as évek végén a fazekasság (fazekasipar) volt.
A trianoni békeszerződés előtt Szilágy vármegye Szilágycsehi járásához tartozott.
Testvértelepülése 2009. szeptember 18-tól Páhi [Magyarország, Bács- Kiskun megye].
Lakosainak száma a 2011-es népszámlálás szerint 1262 fő, melyből magyar 1251.

## Nevezetességek
- Református templomát 1858-ban szentelték fel.
- Désháza másik nevezetessége a templom előtt álló emlékmű, amely a világháborúk és az 1989-es forradalom egyik helyi áldozatának állít emléket.[3]
- Immánuel Pünkösdi Gyülekezet épülete

## Külső hivatkozások
- A désházi fazekasság szócikk (lexikon.adatbank.ro)